# 櫛羅藩
櫛羅藩（くじらはん）は、大和国葛上郡櫛羅村（現在の奈良県御所市櫛羅）を居所として、江戸時代幕末期から廃藩置県まで存在した藩。1万石を治める譜代大名の永井氏が、1863年に領内に櫛羅陣屋を設けて成立した。
永井氏は1680年より大和国内で1万石を領していたが、葛下郡新庄村（現在の奈良県葛城市新庄）を居所と公称しており、1863年以前の永井氏の藩は新庄藩と称される。ただし永井氏は定府の大名であり、新庄村には実際に陣屋が置かれたとは伝えられておらず、そもそも新庄村は藩領ではなかった。書籍によっては、永井氏の藩を入封時にさかのぼって「櫛羅藩」として扱うこともある。また「櫛羅」はもともと「倶尸羅」と記された地名で、藩名も倶尸羅藩とされることもある。
本記事では廃藩後に設置された櫛羅県（くじらけん）についても言及する。

## 歴史

### 大和新庄藩永井家
永井家はもと丹後宮津藩7万3000石の藩主であったが、延宝8年（1680年）に増上寺で行われた徳川家綱の法要中に、永井尚長が平素不仲であった志摩鳥羽藩主内藤忠勝に刺し殺されるという事件が発生した。宮津藩永井家・鳥羽藩内藤家はともに領地を収公されたが、永井家は尚長の弟である永井直円（10歳）による家名存続が認められ、大和国葛上・葛下・忍海3郡内で1万石が与えられた。直円は櫛羅藩の「藩祖」とも表現される。
『寛政譜』では、直円は「大和国新庄において」1万石が与えられたとしている。ただし延宝8年（1680年）時点では新庄を居所として1万1000石の大名・桑山一尹が存在しており（天和2年（1682年）に改易）、「新庄藩」（新庄が居所と公称する大名）には2年間の重複期間が生じることとなる。
天和3年（1683年）以降の『武鑑』において永井家の居所は新庄とされているが、桑山家改易後に新庄の町は幕府領となっており、永井家が桑山家時代の陣屋や武家屋敷をそのまま利用したとは考え難い。なお、永井家は定府の大名であり、「国元」に大名の住まいがあったわけではない。
永井家の知行地管理の役所は、新庄から2km離れた葛上郡松本村（現在の御所市東松本・元町付近）に存在していた。

### 櫛羅陣屋の建設
文久3年（1863年）、大和新庄藩の第8代藩主永井直壮は、幕府による文久の改革の一端である参勤交代制度改革の余波を受けて、陣屋を櫛羅に新設したことから、櫛羅藩を立藩した。櫛羅は藩領の中でも特に栄えていたところで、要害の地でもあったことが理由だったとされている。直壮は領民の移住や集住を奨励し、藩名も正式に櫛羅藩と改めたが、慶応元年（1865年）8月19日に死去し、跡を永井直哉が継ぐ。直哉は翌年3月、歴代藩主として初めて藩領に入部したが、まもなく明治維新を迎える。そして明治2年（1869年）6月24日の版籍奉還で直哉は櫛羅藩知事となる。

### 櫛羅県
明治4年（1871年）7月14日の廃藩置県によって櫛羅藩は廃止されて櫛羅県となり、同年11月22日に奈良県に編入された。

## 歴代藩主

### 永井家
譜代 1万石
（大和新庄藩より）
1. 永井直壮
2. 永井直哉

## 領地

### 分布と変遷

#### 幕末の領地
- 大和国
  - 葛上郡のうち - 10村
  - 葛下郡のうち - 3村
  - 忍海郡のうち - 14村

#### 櫛羅県の管轄地
「櫛羅県史（明治8年調）」によれば、管轄地は以下の通り。
- 大和国
  - 葛上郡のうち - 10村
    - 櫛羅村、宮戸村、鎌田村、竹田村、西松本村、三室村、本馬村、南十三村、東松本村、小林村

  - 葛下郡のうち - 3村
    - 笛道村、兵家村、大屋村

  - 忍海郡のうち - 13村
    - 梅室村、山口村、馬場村、笛吹村、新村、平岡村、東辻村、北十三村、今城村、柳原村、出屋敷村、寺口村、小林村

『角川日本地名大辞典』によれば、葛上郡のうち8村・葛下郡のうち3村・忍海郡のうち11村とある。

### 地理

#### 櫛羅
陣屋の置かれた櫛羅は、もとは「倶尸羅」と称された土地であり、中世には国民（衆徒）の倶尸羅氏が本拠とした。
延宝8年（1680年）からは永井家領となった。